# Motobic
La sociedad Fábrica de Motores Ciclomotores y Motocicletas Motobic fue una marca española de motocicletas en las décadas de 1950 y 1960. El nombre es una acrónimo de moto y bicicleta. 

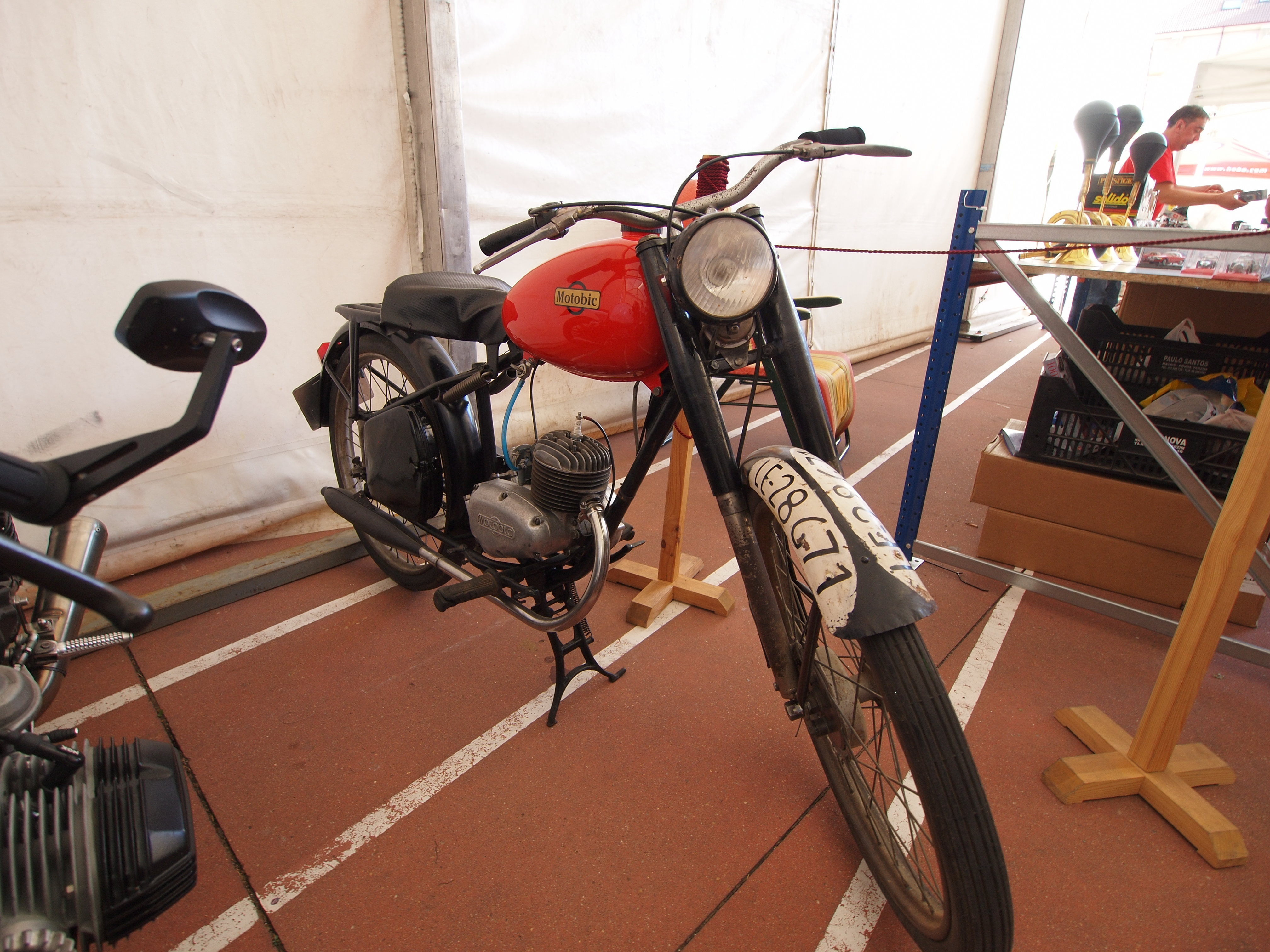
Motobic en la Feria del Motor de La Bañeza 2012

## Historia
La sociedad Fábrica de Motores Ciclomotores y Motocicletas Motobic se fundó en la ciudad guipuzcoana de  Éibar en el País Vasco  (España) en 1948 por Lorenzo Zabala Suinaga  tras haber diseñado, construido e instalado en su bicicleta Orbea un motor auxiliar al que puso de marca LZ. La producción comenzó en 1949 con ciclomotores diseñados por Lorenzo Zabala en un pequeño taller ubicado en la calle Arane que pronto debieron ampliar trasladandolo a la calle Txonta donde permaneció hasta su traslado a Abadiano en Vizcaya en 1966.
En 1955 había solo un modelo de 80 cc disponible. En 1957 se producían ciclomotores y motos de 49, 60, 75, 82 y 100 cc. En la década de 1960 apareció el modelo Saeta de 75 cc y dos modelos de scooter de 75 y 95 cc. En 1972 dejó la fabricación de ciclomotores y pasó a fabricar únicamente motores diésel y gasolina. Para ello cambió la denominación de la empresa que pasó a llamarse "Motores Industriales Diésel" y comercializaba sus productos bajo el acrónimo Minsel. Bajo esa marca fabricó, bajo licencia de la firma italiana "Ruggerini",  motores monocilíndricos de 50, 60, 150 y 200 cc de gasolina y los diésel de 10, 14 y 21 CV destinados a pequeños aperos de labranza como  motocultores y pequeños tractores. El de 21 CV equipó motocarros de la marca Achice.

## El "LZ"
Lorenzo Zabala estudió mecánica en la Escuela de Armería de Éibar.  En 1948, cuando contaba 18 años de edad, decidió construir un motor auxiliar para acoplarlo en la bicicleta que usaba habitualmente. Lo denomino "LZ" y fue el inicio de Motobic, una de las motocicletas más populares en España en las décadas de 1950 y 1960. 
El motor  LZ era un motor monocilindrico de 59.57 cc 2T con una potencia de  1.7 CV/4 de 500 rpm. Tenía únicamente una marcha  y carecía de embrague. El arranque se realizaba mediante un   un descompresor y un gran volante magnético. Su velocidad punta alcanzaba los 50 km/h. Se ubicaba en el cuadro de la bicicleta  mediante dos soportes, horquilla de paralelogramos deformable delantera con muelle central.